# Kurt Siemers (Kaufmann)

Kurt Siemers, 1894

Kurt Edmund Siemers (* 30. Juli 1873 in Övelgönne; † 14. Mai 1944 in Hamburg) war ein deutscher Kaufmann, Reeder und Bankier.

## Leben
Siemers war ein Sohn des Kaufmanns und Reeders Edmund Siemers (1840–1918), Inhaber der Fa. G.J.H. Siemers in Hamburg, und dessen Frau Susanne, geb. Eckmeyer aus Hamburg. Kurt Siemers besuchte in Hamburg erst das Johanneum und dann das Wilhelm-Gymnasium, wo er zu Ostern 1893 das Reifezeugnis erhielt. Anschließend studierte er Rechtswissenschaften in Heidelberg (Mitglied des Corps Rhenania), Straßburg und Berlin. 1897 wurde er Referendar in seiner Heimatstadt Hamburg und im gleichen Jahr in Leipzig zum Dr. jur. promoviert. 1902 legte er sein Assessorexamen ab. Es folgten Reisen nach Amerika und Ostasien, ehe er 1904 als Mitinhaber in die Firma G. J. H. Siemers & Co. (Reederei, Bank und Einfuhr) in Hamburg eintrat. Im selben Jahr heiratete er Olga, geb. Donner (1881–1965), Tochter des kaiserlichen Korvettenkapitäns Albert Donner und dessen Frau Dora Mary Newman aus London. Aus der Ehe gingen eine Tochter und zwei Söhne hervor, darunter der Kaufmann und Bankier Kurt Hartwig Siemers (1907–1988).
Nach dem Tod des Vaters 1918 wurde er Alleininhaber der Firma G. J. H. Siemers & Co. Siemers war Mitglied des Aufsichtsrats der Asbest- und Gummiwerke Alfred Calmon AG, der Hansa Versicherungs-AG, der Hanseatische Reederei AG, der Luftschiffhallen AG, der Deutsche Schauspielhaus AG und der Zoo Ausstellungshallen AG (alle in Hamburg). Daneben engagierte er sich in zahlreichen öffentlichen und kirchlichen Ämtern. Er war Mitglied des Kirchenvorstandes zu St. Jacobi in Hamburg und von 1936 bis zu seinem Tod Mitglied des Kollegiums der Oberalten. Er war auch Vorsitzender des Verwaltungsausschusses der von seinem Vater gegründeten Lungenheilanstalt Edmundsthal-Siemerswalde in Geesthacht. 1919 gründete er die Edmund-Siemers-Stiftung.